# Chiesa di San Nicolò al Porto
L'antica chiesa di San Nicolò al Porto era una chiesa cattolica di Rimini, situata nella zona del porto. In precedenza dedicata a San Lorenzo, cambiò nome nel XII secolo con l'arrivo delle reliquie di San Nicola di Bari. Già parzialmente ricostruita alla fine del XVIII secolo, fu definitivamente rasa al suolo durante i bombardamenti del 27 novembre 1943, che lasciarono in piedi solo il campanile e la Sala Celestina con affreschi di scuola riminese. Nel dopoguerra è stata costruita una nuova chiesa che porta lo stesso nome, al cui interno si continuano a conservare le reliquie del santo.

## Storia

### L'arrivo delle reliquie
Nel 1087 le reliquie di San Nicola erano state trafugate dalla chiesa di San Nicola a Myra (attuale Turchia) e portate a Bari. Nell'estate 1177 parte di esse, precisamente l'omero sinistro che appunto manca nelle spoglie del santo presenti a Rimini, vengono trafugate da un vescovo tedesco di nome Gulto di passaggio nella città pugliese. Il veliero che avrebbe dovuto riportare in Germania il vescovo e la reliquia fa tappa a Rimini, non riuscendo più a ripartire. Considerandolo un segno divino, il vescovo confessa il furto e deposita la reliquia nella chiesa di San Lorenzo, situata fuori le mura della città, nella zona portuale, e frequentata prevalentemente da marinai. Dopo questo avvenimento, ritenuto miracoloso, il nome della chiesa viene cambiato in San Nicolò, dalla forma contratta del nome latino del santo, Nicolaus.

### La chiesa dei celestini
Nel 1338 fu concesso ai monaci celestini di stabilirsi fuori dalle mura, nella zona portuale della città di Rimini. Non è ancora chiaro se continuarono a usare, abbellendola, l'originaria chiesa di San Nicolò o se ne costruirono una nuova. Poco si sa anche dell'attiguo convento, di cui è nota solo la planimetria da un foglio catastale di metà XVIII secolo. Al periodo di poco seguente l'arrivo dei celestini sono datate le decorazioni dell'abside. Durante la peste del 1630, che risparmierà la città, l'attiguo convento è adibito a lazzaretto. Il 6 luglio 1797 il convento fu chiuso come da decreto napoleonico sulla soppressione degli ordini monastici, a cui seguì il 23 agosto dello stesso anno l'erezione della parrocchia di San Nicolò al Porto.
Da una mappa recuperata nell'archivio storico parrocchiale è stato possibile ricostruire la chiesa trecentesca, che come detto precedentemente non è chiaro se fosse coincidente o meno con l'edificio in cui il vescovo Gulto depositò le reliquie di san Nicola. La chiesa era a navata unica con la facciata rivolta a sud-ovest. L'edificio era dotato di due ingressi laterali in quanto a un certo punto, in epoca sconosciuta e per motivi non noti, contro la facciata era stato costruito un altro edificio. Sul lato sud-est vi era una cappella dedicata alla Madonna. Il campanile, situato sul lato porto, era probabilmente un'antica torre di difesa e veniva usato anche come faro. L'abside aveva una volta a crociera, contenente un ciclo di affreschi trecenteschi di scuola riminese con episodi della Genesi.

### L'edificio Ottocentesco e la distruzione

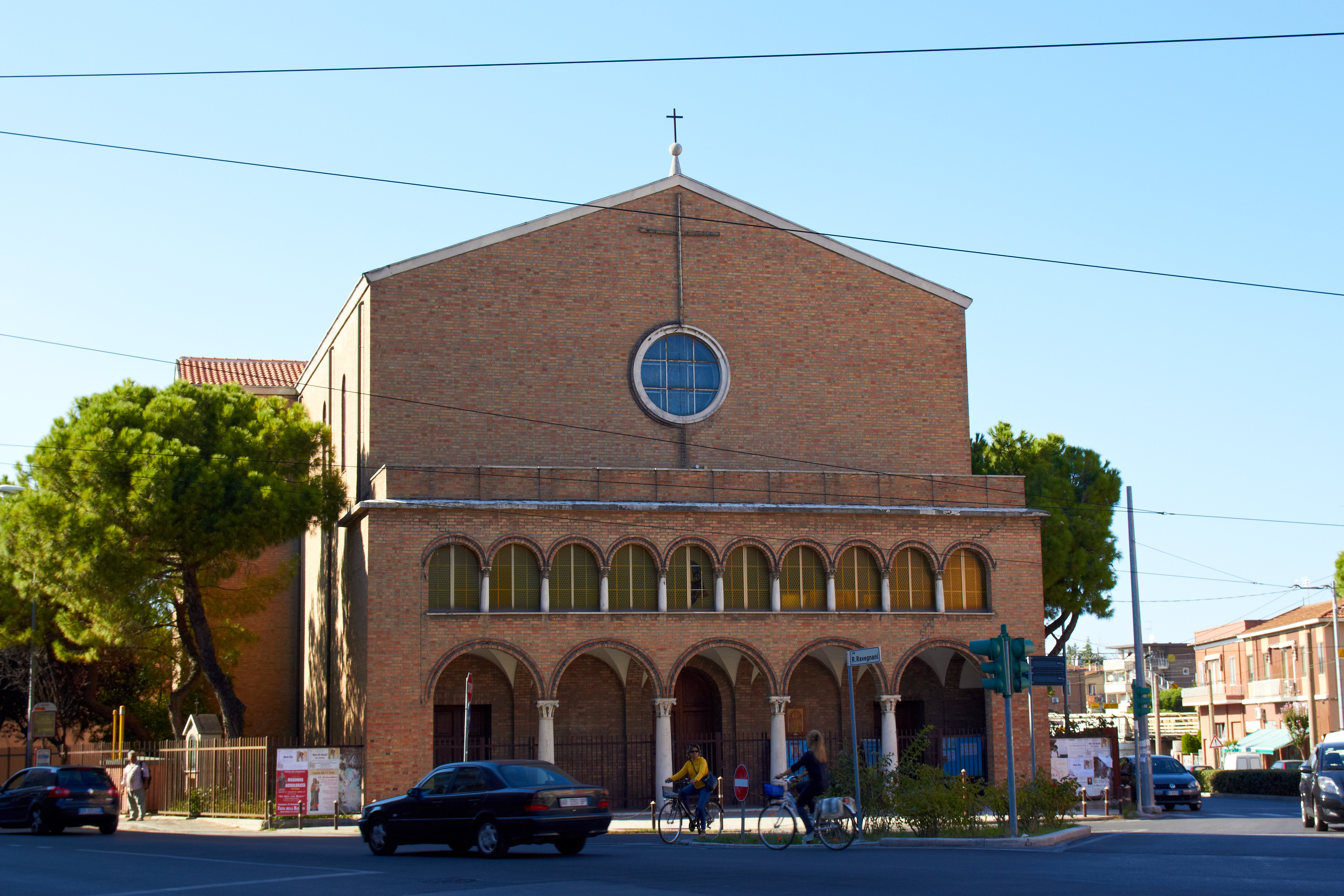
La nuova chiesa inaugurata nel 1955

L'edificio iniziava a versare in condizioni precarie, nonostante i lavori di restauro del 1825 e il rifacimento della pavimentazione nel 1837. Il 17 gennaio 1863 iniziano i lavori di demolizione, che salvarono il campanile e l'abside. Quest'ultimo fu trasformato nella cosiddetta Sala Celestina, andando ad ospitare la teca con la reliquia di San Nicola. Il progetto fu affidato all'ingegnere Filippo Morolli, già autore della Chiesa di San Gaudenzo, anch'essa in seguito distrutta dai bombardamenti. La nuova chiesa di San Nicolò si differenziava dall'originale a partire dall'orientamento della facciata, rivolta a nord-ovest in direzione del porto canale. L'inaugurazione avvenne il 1º novembre 1863. Durante i restauri del 1925, che seguirono il terremoto del 1916, furono riportati alla luce gli affreschi trecenteschi della Sala Celestina.
Il 27 novembre 1943 gli alleati bombardarono Rimini. La chiesa di San Nicolò al porto fu letteralmente rasa al suolo. Si salvarono solo il campanile e la Sala Celestina.
Nel dopoguerra fu eretta una nuova chiesa, inaugurata il 10 aprile 1955, giorno di Pasqua. La nuova chiesa ha la facciata rivolta in direzione opposta alla precedente, verso la stazione. Al suo interno conserva un Crocifisso quattrocentesco, recuperato dalle macerie al termine della guerra. Gli affreschi trecenteschi, nonostante alcuni tentativi di restauro, rimangono in condizioni molto precarie.
L'edificio è chiuso al pubblico dalla primavera del 2019 a causa di problemi strutturali. Le condizioni precarie della struttura hanno fatto ipotizzare, come alternativa a un restauro, una demolizione e conseguente ricostruzione in minori dimensioni, con salvaguardia del campanile, degli affreschi trecenteschi e delle parti murarie sopravvissute più antiche.

## Descrizione

### Opere d'arte
I tre altari, quello maggiore dedicato a San Nicolò e a Sant'Antonio da Padova, quello laterale dedicato a San Pietro Celestino e il terzo dedicato a San Gioacchino e a Sant'Anna, erano tutti opera del Centino.
Tra i quadri conservati all'interno alla seconda metà del Settecento vi erano: un San Benedetto con fanciullo e una Morte di San Pietro Celestino, entrambi di Matteo Zamboni, allievo del Cignani, un San Pietro Celestino che rinuncia al papato e un San Mauro che soccorre San Placido, entrambi del Garofanini, allievo del bolognese Franceschini.
Sempre opera del Garofanini erano i due San Pietro e San Nicolò laterali all'altare maggiore.

### Annotazioni
1. ↑  Il Marcheselli si riferisce probabilmente o al bolognese Marcantonio Franceschini o al di lui figlio Giacomo Franceschini

### Fonti
1. 1 2 3 4 5 6 7 8 9   Fabrizio Barbaresi, San Nicolò al Porto, otto secoli di storia, su ilponte.com, il Ponte, 5 agosto 2015. URL consultato il 28 agosto 2016.
2. ↑   Vittorio Polito, San Nicola e la reliquia di Rimini - Recensione, su cartantica.it. URL consultato il 29 aprile 2020 (archiviato dall'url originale il 1º febbraio 2020).
3. 1 2   La ristrutturazione del campanile di San Nicolò al Porto, su rotaryriminiriviera.org, 6 dicembre 2015. URL consultato il 28 agosto 2016 (archiviato dall'url originale il 15 settembre 2016).
4. 1 2   La chiesa di San Nicolò rischia la demolizione, l'edificio chiuso a causa di crolli e infiltrazioni, su riminitoday.it, 13 settembre 2019. URL consultato il 10 agosto 2022.
5. 1 2 3  Marcheselli 1754, p. 50.